# Heide Brenner
Heide Brenner (* 6. März 1956) ist eine ehemalige deutsche Langstreckenläuferin.
1977 und 1978 siegte sie beim Silvesterlauf Bozen. 1979 wurde sie Deutsche Meisterin im Crosslauf und Deutsche Vizemeisterin im 25-km-Straßenlauf. Im selben Jahr kam sie bei den Crosslauf-Weltmeisterschaften auf den 43. Platz, siegte bei der Premiere des Stockholm-Marathons und wurde Achte beim Avon-Marathon. 
1982 wurde sie Dritte bei der Deutschen Meisterschaft im Marathonlauf und 1983 Vierte beim Frankfurt-Marathon.
Heide Brenner startete für die LG Bonn/Troisdorf.

## Persönliche Bestzeiten
- 3000 m: 9:36,1 min, 29. Mai 1977, Dortmund
- Marathon: 2:42:22 h, 23. Mai 1982, Frankfurt